# 둔클레오스테우스
둔클레오스테우스(학명: Dunkleosteus)는 지금으로부터 3억 8,200만~3억 5,800만 년 전 고생대 실루리아기에서 데본기에 이르기까지 번성했던 어류로 현재는 절멸한 판피어류에 속한다. 해수면 근처를 주 활동지로 삼는 부어에 속했으며, 지구 생태계에 맨 처음 나타난 척추동물 최상위 포식자이기도 하다.
판피어 종류 가운데 가장 큰 몸집을 가진 모식종 둔클레오스테우스 테렐리(Dunkleosteus terrelli)를 포함하여 1속 10종이 존재했다고 알려져 있으나 몇몇 종은 진위를 의심받고 있다. 가장 잘 알려진 테렐리의 경우, 몸의 형태에 대해 밝혀진 것이 없어 신체적인 특징을 추정하기 위해 복수의 측량법을 사용하고 있으며, 그 추정 몸길이는 4.1~10m, 몸무게는 1~4t에 달할 정도로 들쑥날쑥하다. 단 최근 연구에 따르면 이는 과장된 수치로 5m 이상으로는 보이지 않으며, 대개 3.4~4.1m가 한계였을 것이라고 계측되고 있다.
현세의 어류 포식자들처럼 둔클레오스테우스는 재빠르게 여닫을 수 있는 턱을 갖고 있었다. 둔클레오스테우스는 고금을 통틀어 가장 악력이 강한 어류로 추정되고 있다. 화석은 미국·캐나다와 같은 북아메리카, 폴란드·벨기에 등 중앙유럽, 모로코 등 북아프리카 등지에서 널리 발굴된 바 있다.

## 발굴
둔클레오스테우스 화석은 1867년에 미국 오하이오주의 호텔 경영인 겸 아마추어 고생물학자였던 제이 터렐(Jay Terrell)이 최초로 발견했다. 셰필드호 인근 자택에서 멀지 않은 이리호의 절벽에서 화석을 캐낸 그는 오하이오 지질조사국과 존 스트롱 뉴베리에게 이를 기증했다. 1873년 뉴베리는 수취한 화석을 디니크티스 헤르체리(Dinichthys herzeri)라는 신속·신종을 만들어 분류했다. 1875년 잇달은 화석 발굴을 통해, 디니크티스 속에는 복수의 대형종 어류가 존재했다는 사실이 밝혀졌다. 오하이오 셰일 누층의 맨 아래층인 휴런 셰일에서 디니크티스 헤르체리가 발굴되었는데, 상대적으로 젊은 그 위층 클리블랜드 셰일에서는 다른 종에 속하는, 훨씬 더 많은 수의 판피어 화석들이 출토된 것이다. 뉴베리는 디니크티스 화석의 첫 기증자인 터렐의 성을 따서 클리블랜드 셰일로부터 얻은 이 판피어 화석군을 디니크티스 테렐리(Dinichthys terrelli)라고 이름지었다. 하지만 터렐이 소장 중이던 본래 화석표본은 1873년 오하이오 일리리아 대화재로 인해 전소되어 없어졌다.
가장 많은 둔클레오스테우스 화석 표본을 소장하고 있는 곳은 클리블랜드 자연사 박물관이며, 미국 자연사 박물관, 스미스소니언 자연사 박물관, 예일 대학교 피바디 자연사 박물관, 영국 국립 자연사 박물관, 신시내티 박물관 센터 역시 그에 버금가는 표본을 소장 중이다. 각국의 박물관에서 표본을 전시 중이지만 그 중 대다수가 클리블랜드 박물관 소재 표본 CMNH 5768을 모사한 주형물에 불과하다.

## 분류

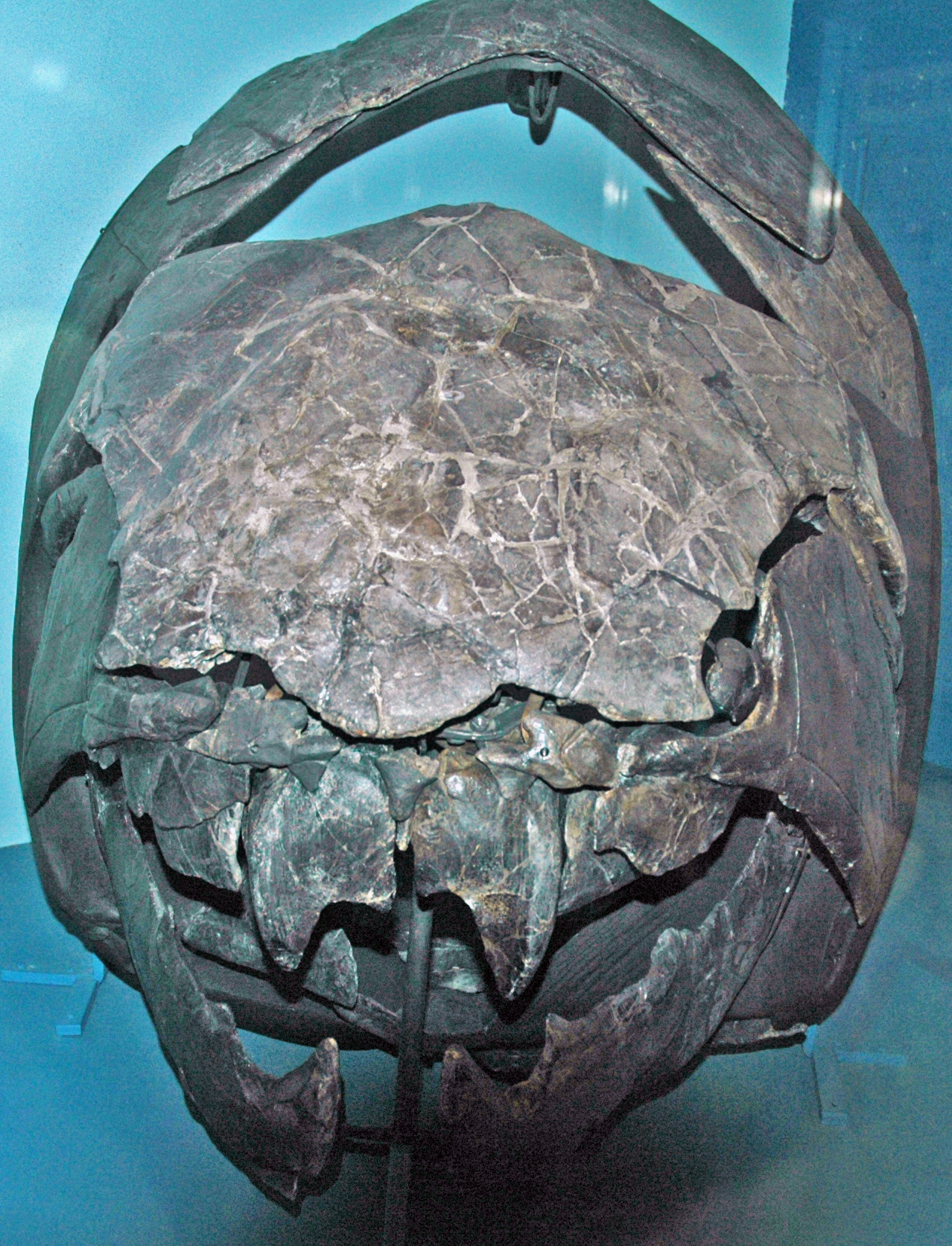
둔클레오스테우스 두개골 전면

둔클레오스테우스속(屬)은 1956년 프랑스의 장피에르 레망이 클리블랜드 자연사 박물관 고척추동물학 전시책임자인 데이비드 덩클(1911~1984)의 이름을 따고, 거기에 고대 그리스어로 뼈를 뜻하는 오스테온(고대 그리스어: ὀστέον)을 붙여 신설했다. 그 전까지 둔클레오스테우스속에 속한 판피어 무리는 모두 디니크티스속에 속해 있었다. 별도의 속으로 갈라져나온 이후에도 디니크티스와 같은 디니크티스과에 딸려 있었다가, 2010년 새로운 연구를 통해 디니크티스와 상과 단계에서 갈라지게 되었다. 현재 둔클레오스테우스는 에아스트마노스테우스와 본래 디니크티스과에 속하던 기타 판피어들과 함께 든클레오스테우스상과에 속하고, 디니크티스과는 디니크티스 1종만이 속한 단형종으로 재분류되었으며 고르고니크티스와 하인치크티스 등 다른 절경목 판피어와 가까운 관계로 여겨진다.

## 외형

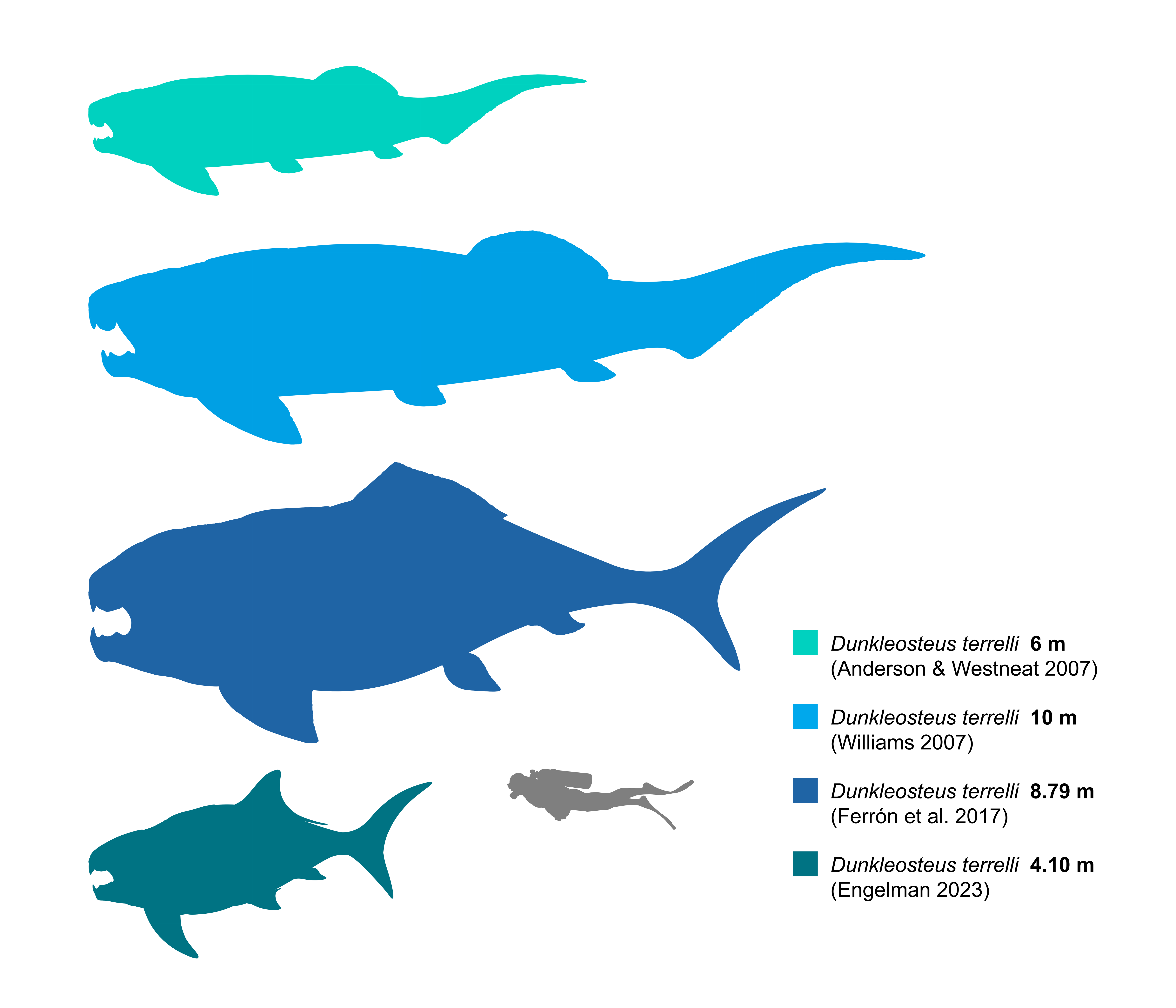
둔클레오스테우스 테렐리(D. terrelli)와 다른 생물체 간의 크기 비교

둔클레오스테우스는 현시대의 거북과 아르마딜로한테서 발견되는 진피성경골이라 하는 인갑이 특징이다. 이 진피성경골은 두개골과 전반신(前半身)을 모두 덮으며, 두께가 5.1~7.6cm일 정도로 두껍지만 이는 흉추 체갑판의 두께로, 나머지 부위를 덮는 인갑 두께는 0.84~2.54cm에 불과하다. 이렇게 흉추를 덮는 체갑판이 견고하게 발달하는 것은 둔클레오스테우스가 속한 절경목 에우브라키토라키족 판피어 무리의 공통된 특징이다. 이 체갑판은 단단한 피질층과 골수가 통하는 해면층으로 나뉘어 있어 대다수의 경골어류보다 사지동물의 뼈와 더 가까운 구조를 갖는다.
화석으로 변하는 과정에서는 대부분 중무장한 전반신 부분만 남아버려서 후반신이 어떤 형태였는지를 파악하기란 매우 까다롭다. 실제로는 둔클레오스테우스의 생전 형태를 25% 이상 보존한 표본조차도 전체 5%뿐이다. 이 때문에 둔클레오스테우스의 형태를 복원할 때는 같은 절경목에 속한 코코스테우스 같은 소형종의 형태를 참고하면서 후태를 어림하는 방식을 택하는데, 이 때문에 몸길이를 추정한 값이 몹시 들쑥날쑥해진다.
모식종인 둔클레오스테우스 테렐리(Dunkleosteus terrelli)는 판피어 가운데서도 특출나게 큰 대형종으로, 몸길이 최대치가 4.1m에서 클 때는 10m에도 달할 정도로 측정값이 들쑥날쑥했다. 하지만 그 중 다수가 가늠값에 불과하고, 구체적인 계산 방법이나 대상 표본에 대한 정보, 양적·통계적 검증이 충분치 못해 최대치가 5m 이상이라는 주장은 대개 받아들여지지 않는다. 하지만 그 크기를 가늠하는 지표로 삼은 표본이 대개 최대 전반신 표본 CMNH 5768과 최대 턱 표본 CMNH 5936이라는 것은 알아볼 수 있다. 또한 이러한 복원 과정에서 코코스테우스와 아마지크티스 등 여타 절경목 어류가 일관적으로 지닌 신체 특징들을 무시하고 대입하는 맹점을 지니기도 한다.
가장 지지받는 분석은 보통 성체는 약 3.4m, 드물게는 최대 4.1m에 이를 수 있다는 것이다. 이같은 추정치를 도출할 때 두개골 길이, 머리길이에서 주둥이 길이를 뺀 아가미 길이, 복갑 길이, 각도, 흉대·골반대 길이에 이르는 복수의 지표를 활용했는데, 대개 유사한 결과값을 도출했다. 오차범위를 고려하면 일반적으로 3.7m, 최대 4.5m까지도 이를 수 있을 것이다. 하지만 이같은 측정값도 머리길이 대 몸길이 비율, 가슴지느러미와 뒷지느러미 위치 등 여타 절경목 어류와 유악어류가 지닌 비율에서 크게 이탈하기 때문에 이 상한값 역시 과도한 추정일 가능성도 상존한다. 역으로 오차 범위 내 하한값은 표본의 길이를 상정할 때 틀릴 가능성이 낮다.

## 고생태

### 먹이

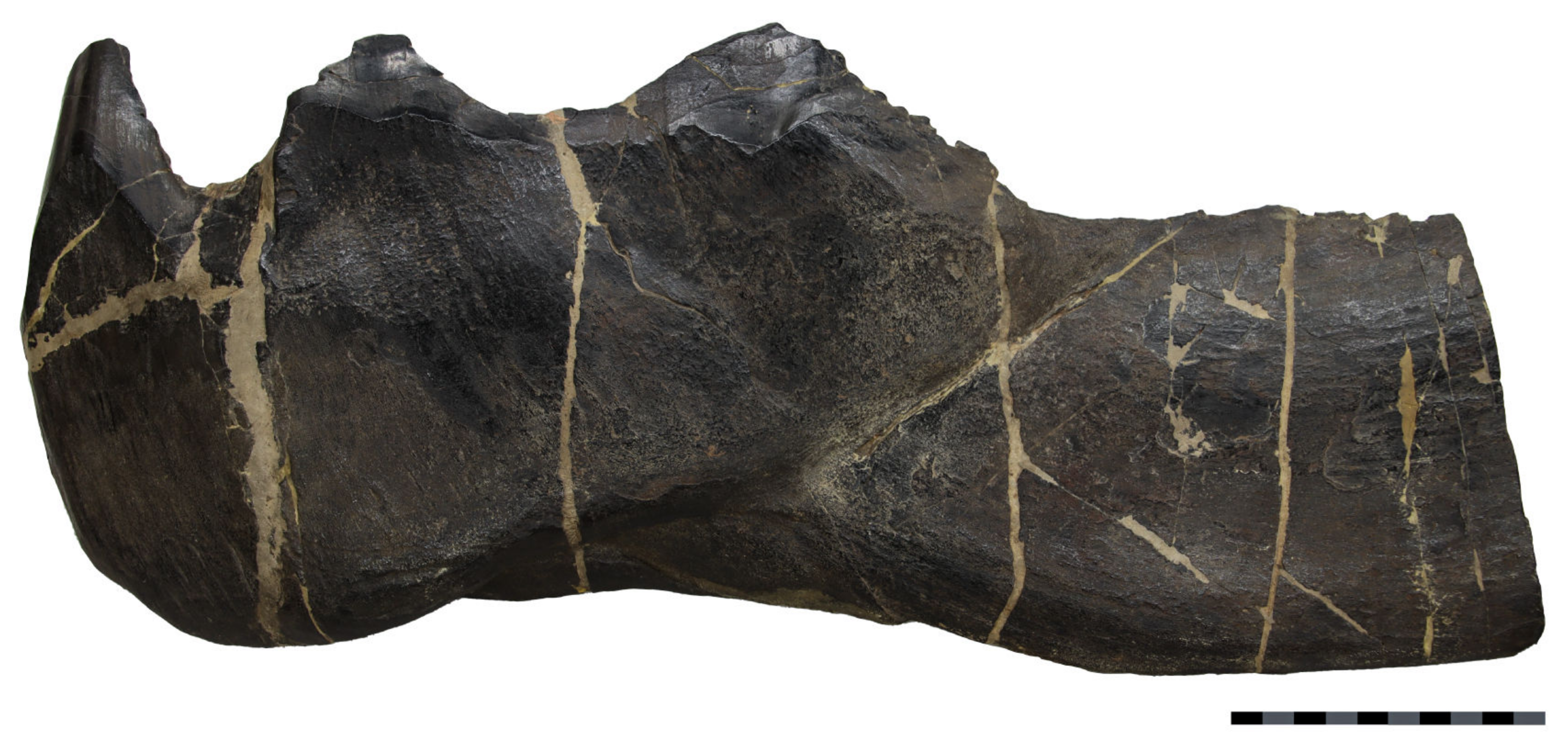
둔클레오스테우스 화석 기록 가운데 최대 표본인 CMNH 5936의 아래턱화석. 축척 눈금은 10cm.

둔클레오스테우스 테렐리는 4절 링크식으로 육중한 턱을 여닫았다. 다시 말해 두개골, 체갑판, 아래턱, 턱근육을 링크식으로 잇는 관절이 있어 이를 여닫는 것으로 저작활동을 할 수 있었다. 이 4절 링크식 턱구조 덕에 둔클레오스테우스는 신속하게 턱을 여닫으면서도 가공할 턱힘을 발휘할 수 있었다. 둔클레오스테우스가 턱을 여는 데는 불과 20밀리초, 열고닫는 데는 50-60밀리초밖에 소모되지 않았으며, 그 턱힘은 선단부의 송곳니에서 4,414 N (450 kgf; 992 lbf), 어금니에서 5,363 N (547 kgf; 1,206 lbf)에 달했다. 이 추측에 따르자면 둔클레오스테우스가 지닌 교합력은 고금의 물고기 종류를 통틀어 가장 강하며, 동물계를 통틀어서도 무척 강한 축이다. 이 막강한 교합력은 동시기의 먹잇감들이 지닌 큐티클층이나 인갑을 손쉽게 갈라내거나 파열시킬 수 있을 만큼 강했다. 즉 둔클레오스테우스 테렐리는 암모나이트나 여타 판피어류 등, 딱딱한 껍데기를 지닌 유영생물 위주로 포식하기에 적합한 포식자였음을 알 수 있다.

## 갤러리

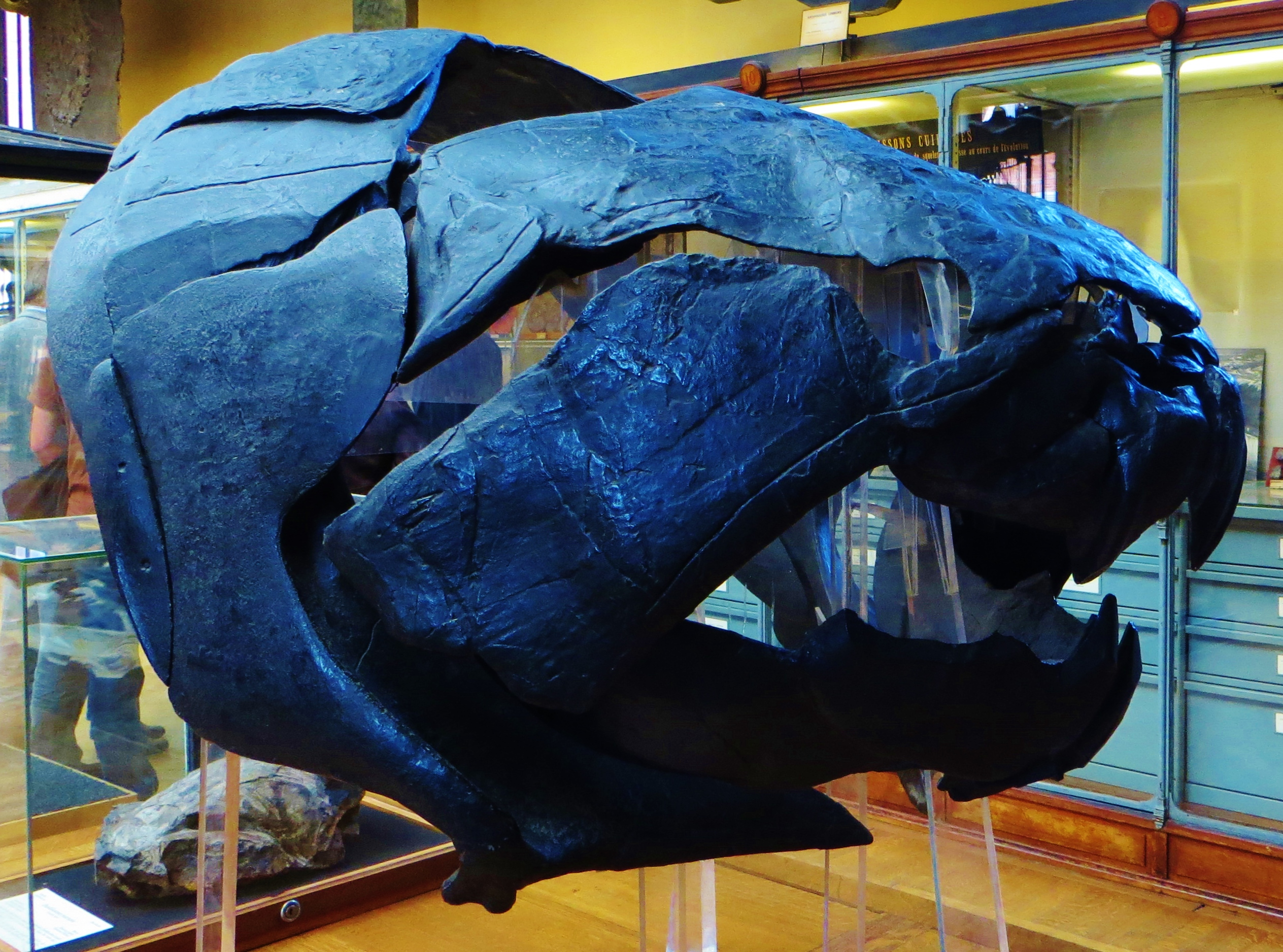
둔클레오스테우스의 화석

## 같이 보기
- 디니크티스 (Dinichthys)